# Гальярда (ансамбль)
Гальярда — юношеский ансамбль, исполняет западно-европейскую музыку ренессанс и барокко авторов XVI—XVII веков. Ансамбль выступает в ярких нарядах времени и играет на аутентичных старым инструментах. «Гальярда» стала участником, дипломантом и лауреатом большого числа региональных, всероссийских и международных фестивалей и конкурсов.
Объединение возникло в 1993 году в Нижнем Новгороде. Художественный руководитель — Анна Бабушкина.
За 9 лет было дано более 500 концертов в России и за рубежом, кроме того ансамбль выступает и в родном городе.

## Достижения
- «Русская исполнительская школа — XXI веку» в Москве, 1999;
- Международный фестиваль «Llangollen International Musical Eisteddfod» в Северном Уэльсе, Великобритания, 2000;
- «Еврооркестр — 2001» в Польше;
- VII Международный фестиваль искусств имени А. Д. Сахарова, Нижний Новгород, 2002;
- «Innsbrucker Festwohen» в Австрии, 2002;
- «Кинотаврик», Сочи, 2003;
- I Московский фестиваль музыки русских усадеб «Дворянские сезоны», 2003;
- IX Международный фестиваль средневековой музыки и театра в г. Эльче, Испания, 2004;
- III Международный фестиваль старинной музыки, Москва, 2005;
- стипендиат Международного благотворительного фонда «Новые имена».

В 2001 году при поддержке Фонда Сороса ансамбль организовал и провел I Международный фестиваль старинной музыки в Нижнем Новгороде «Высокое Возрождение».